# 日野榮子
日野榮子（日语：／ Hino Eishi，1390年—1431年9月3日）是日本室町時代中期女性，室町幕府第4任征夷大將軍足利義持的正室，第5任將軍足利義量的生母。

## 生涯
榮子是權大納言日野資康之女，大納言日野重光、日野豐光和第3任將軍足利義滿的繼室日野康子之妹以及正室日野業子的姪女。榮子與義持成婚後，在應永14年7月24日（1407年8月27日）誕下義量。
榮子與丈夫義持的關係良好，在義持前往奈良和伊勢等地參拜時亦有同行。榮子本身也是虔誠的信徒，曾經數次前往伊勢神宮和熊野三山參拜。榮子與義持也喜歡田樂。
在義持晩年的時候，榮子被稱為大方殿。應永32年2月27日（1425年3月17日），年僅19歲的義量死去後，義持亦在應永35年1月18日（1428年2月3日）以43歲之齡死去，榮子便在翌日由常德院海門和尚進行剃度儀式出家，號慈受院，並且同日宣下為從一位。同年6月，第6任將軍足利義教決定迎娶重光之女日野重子，但是重子最初並不同意嫁給義教，後來榮子成功說服重子，兩人最終才得已成婚。
永享3年（1431年）7月27日，榮子死去。享年42，戒名為竹庭大禪定尼淨賢。
文獻未有記載將軍義教對於榮子死去有任何行動。
榮子與義持之間除了誕下義量外，各誕下兩男兩女（兩男名稱不明，兩女分別為大聖寺慈敬和喝食御所），兩男均早死，兩女的去向亦不明。

### 註解
1. ↑  《康富記（日语：康富記）》應永24年8月24日條。
2. ↑  《康富記（日语：康富記）》應永27年12月9日條。
3. ↑  《花營三代記（日语：花営三代記）》應永28年3月16日條。
4. ↑  《建內記（日语：建内記）》。
5. ↑  《滿濟准后日記（日语：満済准后日記）》。
6. ↑  《花營三代記（日语：花営三代記）》應永29年8月24日條。